# チコチェアー
チコチェアー（chicochair）は、1999年から2004年まで活動した、4人組の日本のギター・ポップ・バンドである。
2018年7月14日にチカのツイッターにて復活ライブの告知が呟かれる。

## メンバー
チカ（chica）
ボーカル・作詞担当。4月25日生まれ、東京都出身。A型。
コーヘイ（kohei）
ギター・作曲担当。10月20日生まれ、和歌山県出身。A型。
ユージ（yuji）
ベース・作曲担当。4月8日生まれ、愛知県出身。O型。
タカオリ（takaori）
リーダー・ドラム担当。4月13日生まれ、広島県出身。O型。

## 経歴
1999年
11月11日 - チカ、コーヘイ、ユージ、タカオリの4名で結成。
2000年
2月12日 - 下北沢CLUB Queにて初ライヴ。以降、下北沢・渋谷などを中心に、定期的にライヴ活動を行う。
2001年
7月25日 - 1stミニアルバム「チコデストロイヤー」を、タンジェリンレコーズよりリリース。以下、インディーズ盤はすべて、タンジェリンレコーズより発売。
11月20日 - 1stシングル「シナリオ」をリリース。
2002年
3月21日 - 2ndシングル「夕暮れシーサイドビーチ」をリリース。
10月28日 - 2ndミニアルバム「Deadstock」をリリース。
2003年
5月21日 - メジャー移籍1stシングル「tonight/midnight」を、エピックレコードジャパンよりリリース。以下、メジャー流通盤はすべて、エピックレコードジャパンより発売。
9月18日 - メジャー2ndシングル「トリコロール」をリリース。
12月3日 - メジャー1stアルバム「ハチミツダーリン」をリリース。
2004年
9月1日 - 3rdミニアルバム「Sweet Season」を、タンジェリンレコーズよりリリース。
11月11日 - コーヘイ、タカオリの脱退により解散。解散ライブは下北沢CLUB251。
2018年
7月14日 チカのツイッターアカウントによる復活ライブ14年ぶりに再結成します！が記される。

## ディスコグラフィ

### インディーズ盤

#### ミニアルバム
チコデストロイヤー
1stミニアルバム。寺岡呼人プロデュース。
1. タンジェリン
2. フレンチクルーラー
3. 遠くへ・・・
4. 消えてゆく、空が痛い秋
5. ヘビーローテンション
6. Beautiful One

Deadstock（デッド・ストック）
2ndミニアルバム。セルフプロデュース。
1. MyWay
2. So Long...
3. シロツメクサの恋
4. Baby Dance
5. ハチ
6. Rules

Sweet Season（スウィート・シーズン）
3rdミニアルバム。メジャーデビュー後、再びインディーズに戻ってから唯一の音源。セルフプロデュース。
1. 踏切
2. filter
3. 体温
4. もういいよ、マイベイベー
5. (good-by) sweet season
6. baby, don't cry (live version 6.28@251) - 2004年6月28日、下北沢CLUB251にて行われたライヴの音源。

#### シングル
シナリオ
1stシングル。寺岡呼人プロデュース。
1. シナリオ
2. ムービースター
3. ループ

夕暮れシーサイドビーチ
2ndシングル。寺岡呼人プロデュース。
1. 夕暮れシーサイドビーチ
2. くらげ３時 (It's No Use Crying Over Split Milk)
3. 嵐が丘

### メジャー盤

#### シングル
tonight/midnight（トゥナイト・ミッドナイト）
メジャー1stシングル。渡辺善太郎プロデュース。
1. tonight/midnight　テレビ東京系アニメ「E'S OTHERWISE」エンディングテーマ
2. トップノート

トリコロール
メジャー2ndシングル。セルフプロデュース。
1. トリコロール
2. 2AMエターナル

#### アルバム
ハチミツダーリン
メジャー1stアルバム。渡辺善太郎・寺岡呼人・笹路正徳など複数のプロデューサーが参加するほか、セルフプロデュース曲も収録。
1. アフタースクール(Boy's Be,Girls Do)
2. tonight/midnight
3. bambi
4. チャイナ・ハネムーン
5. トリコロール
6. Øgame - 恋愛における一考察 -
7. プラタナス
8. カゲロウ